# Системы программного регулирования
Системы программного регулирования — разновидность систем автоматического регулирования, в которых изменение значения регулируемого параметра зависит от времени и изменяется согласно заранее прописаному алгоритму (программе). 

## Задачи систем программного регулирования
Основной задачей такой системы является выполнение программы регулирования с заданной точностью. Также задачей системы является отклонение и устранение всех возмущающих воздействий на регулируемый параметр и возврат регулируемого параметра на заданное программное значение.

## Применение
Зачастую системы программного регулирования применяются при автоматизации периодических процессов, значение регулируемого параметра которого зависит от времени. Одним из распространённых  примеров является автоматизация регулирования перегрева пара в процессе пуска парогенератора. Системы программного управления бывают как цифровыми, так и аналоговыми в зависимости от характера сигнала в устройствах, состоящих в системе.

### Различия между системой стабилизации и программного управления
Для рассматриваемых выше систем главным возмущающим воздействием является изменение заданного значения регулируемого параметра,а  система автоматической стабилизации подавляет обычно внешние возмущающие воздействия, приложенные к объекту регулирования. 